# Pennsburg
Pennsburg es un borough ubicado en el condado de Montgomery en el estado estadounidense de Pensilvania. En el año 2000 tenía una población de 2,732 habitantes y una densidad poblacional de 1,377.5 personas por km².

## Geografía
Está situada en las coordenadas 40°23′44″N 75°29′50″O / 40.39556, -75.49722 y tiene 0,8km2. Está a 40km de Filadelfia.

## Demografía
A partir del censo de 2000, había 2 732 personas, 1 009 hogares y 705 familias que residían en la ciudad. La densidad de población fue 3,567.8 personas por milla cuadrada (1,369.9 hab./km²). Había 1.078 unidades de vivienda en una densidad media de 1,407.8 hab/sq mi (540.5 hab/km²). La composición racial de la ciudad era 97,36% blanco, 0,81% americafricanos, 0,07% americanos nativos, 0,48% asiáticos, 0,55% de otras razas, y 0,73% de dos o más razas. Hispanos o latinos de cualquier raza eran el 1,61% de la población.

## Gobierno
Pennsburg tiene una forma de administrador con un alcalde y un consejo. El borough es parte del 5.º distrito congresional de Pensilvania.